# Aita Mare
Aita Mare (en hongrois Nagyajta) est une commune roumaine du județ de Covasna, en Transylvanie dans le Pays sicule. La population majoritaire d'Aita Mare (90,23 % des 1 771 habitants) fait partie de la communauté ethnique des Sicules de Transylvanie.
La municipalité est composée de deux villages:
- Aita Mare, siège de la commune
- Aita Medie (Középajta)

## Monuments et lieux touristiques
L'Église unitarienne de la localité a été construite au XIVe siècle. Les travaux de fortification ont été faits au XVIe siècle.

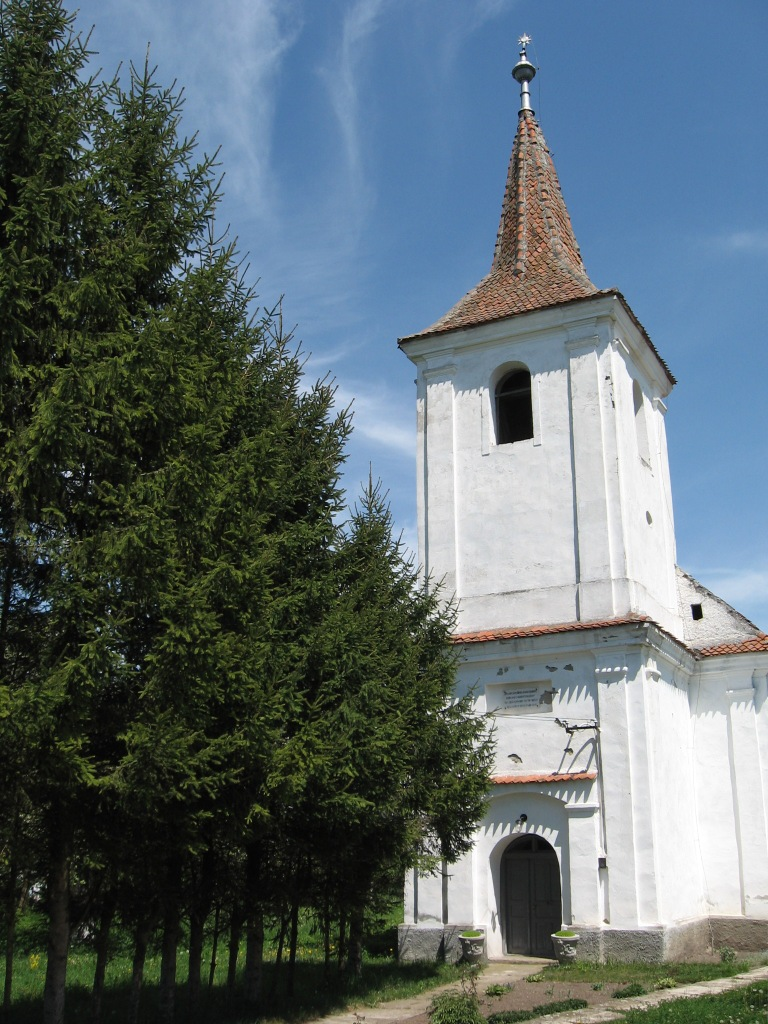
La façade de l'église
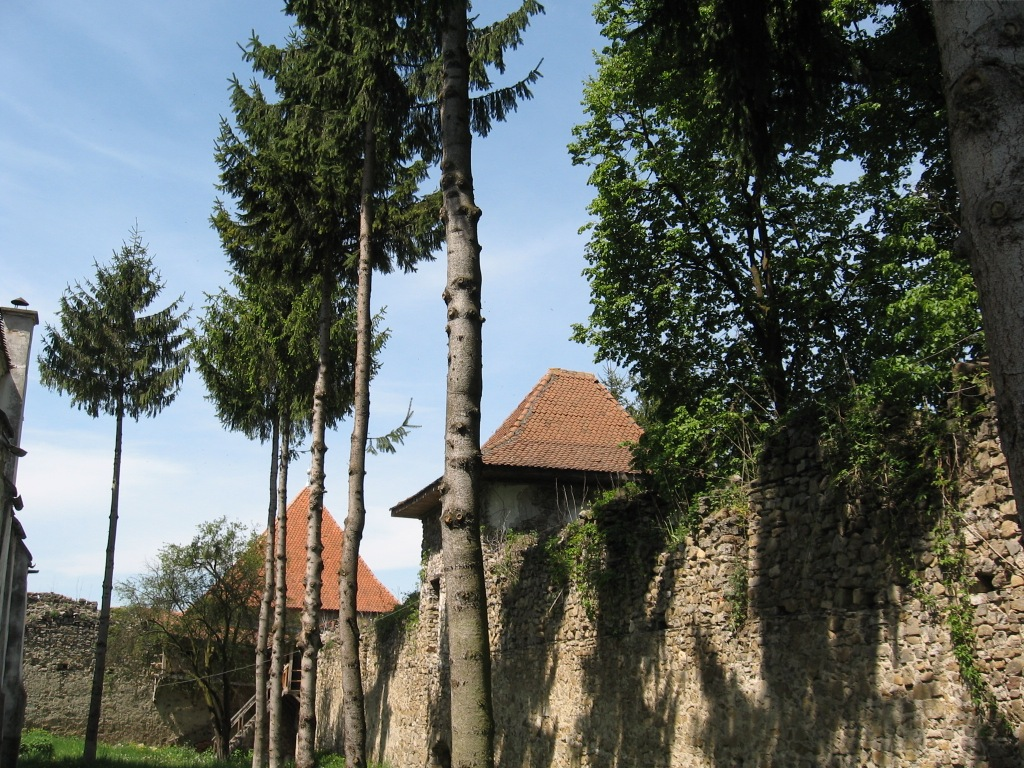
Les remparts et la cour intérieure de l'église
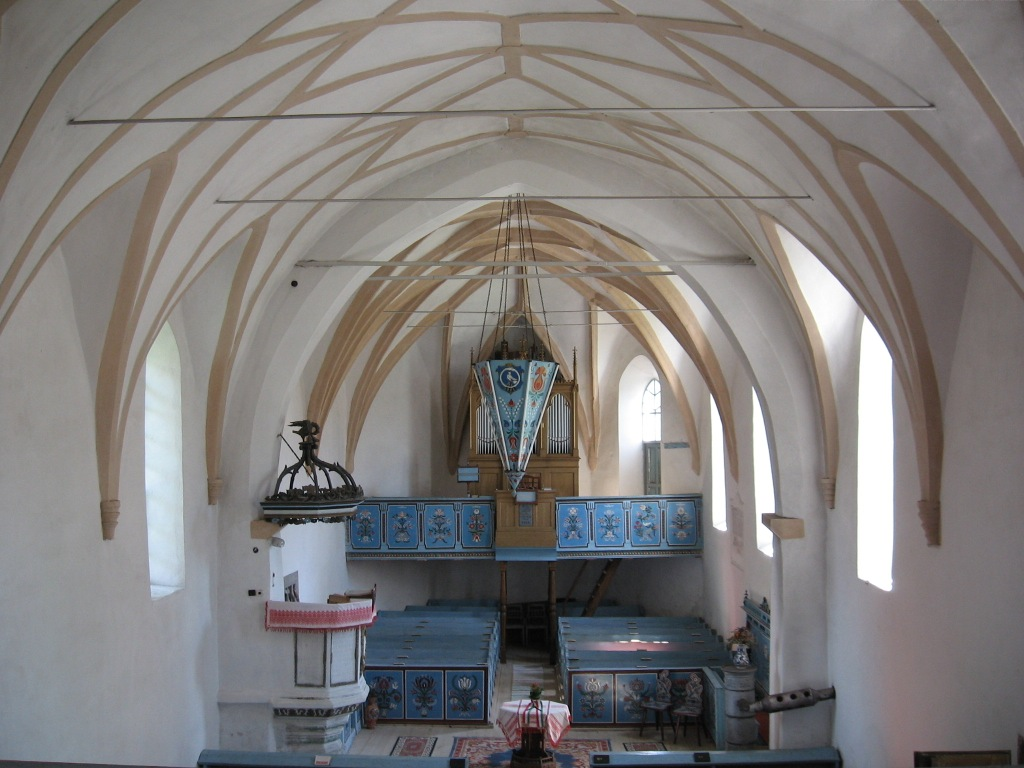
L'Intérieur de l'église
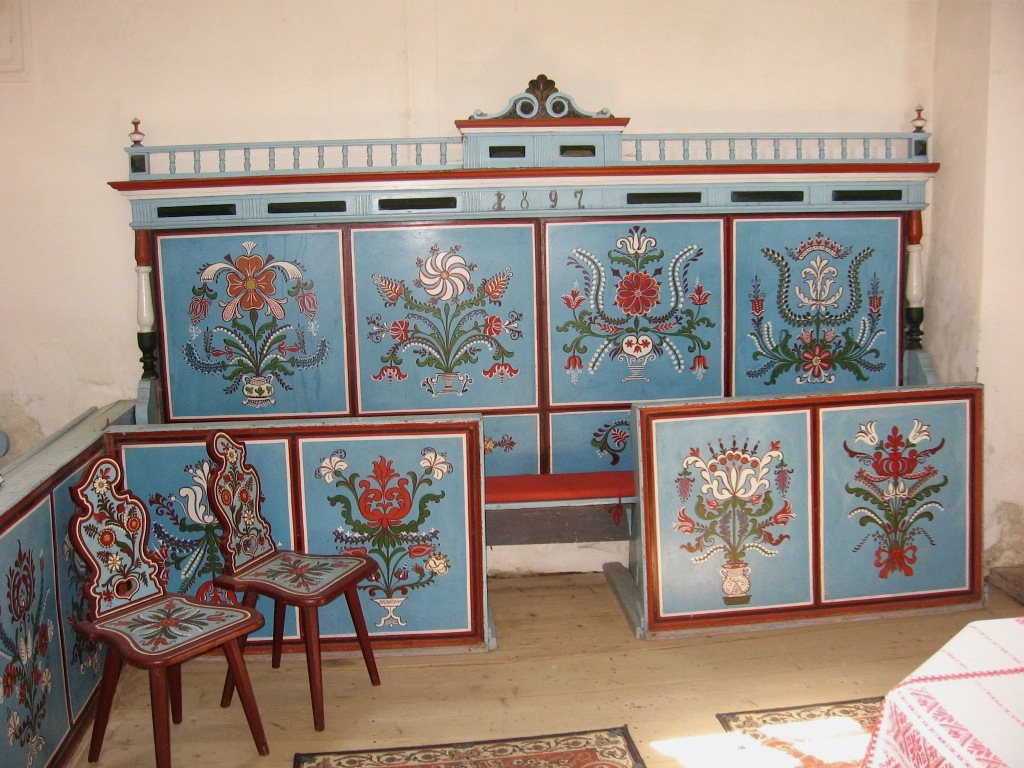
L'Intérieur de l'église
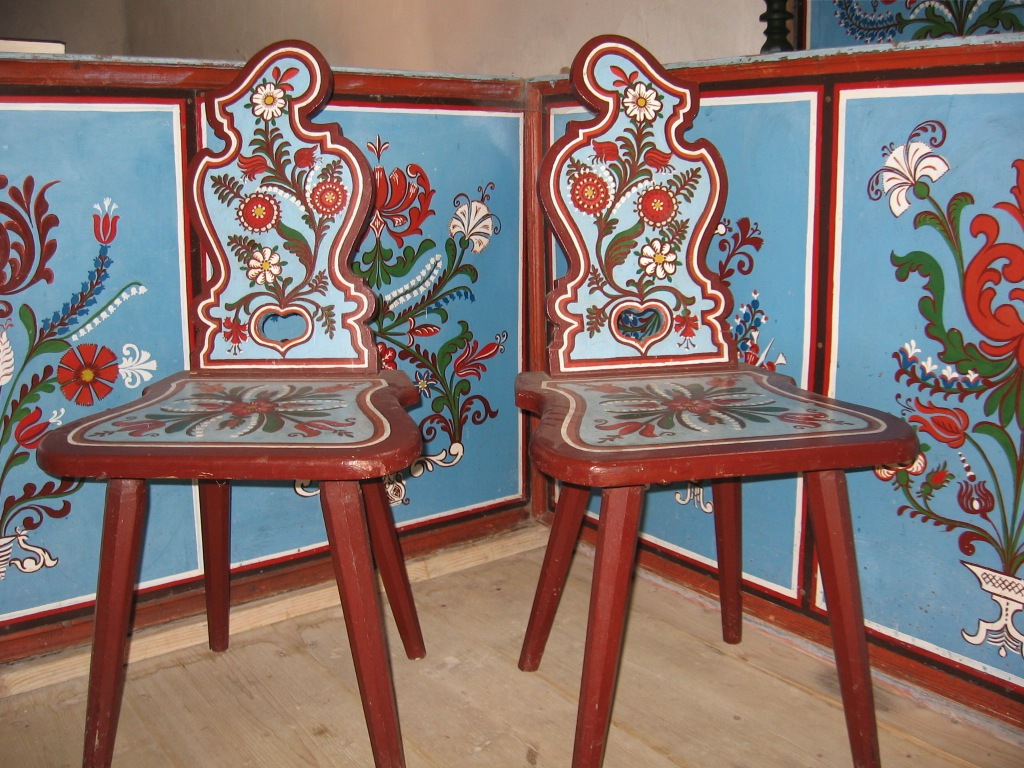
L'Intérieur de l'église
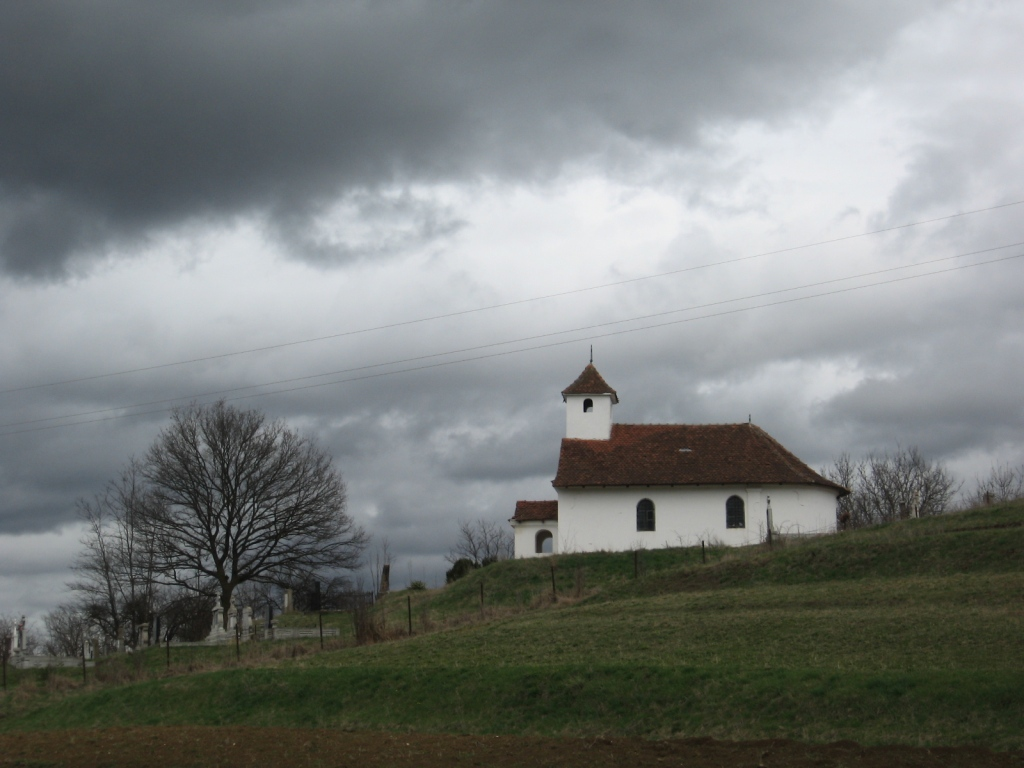

## Jumelage
- Alsónémedi,  Hongrie
- Fresnes,  France